# Scott Cossu
Scott Cossu (1951) is een Amerikaanse new age-pianist.

## Biografie
Hij bracht een groot aantal albums uit bij Windham Hill tussen 1980 en 1992, sommige met aanzienlijk commercieel succes. She Describes Infinity (1987) plaatste zich in de Amerikaanse Billboard Top Contemporary Jazz Albums hitlijst op positie 24 en Switchback (1989) plaatste zich in de Top New Age Albums hitlijst op positie 12.

## Discografie
- 1980: Still Moments (Windham Hill)
- 1981: Spirals (Music is Medicine)
- 1981: Wind Dance (Windham Hill)
- 1983: Spirals
- 1984: Islands (Windham Hill)
- 1986: Reunion (Windham Hill)
- 1987: She Describes Infinity (Windham Hill)
- 1989: Switchback (Windham Hill)
- 1991: Mountain (Peter Roberts)
- 1992: Stained Glass Memories (Windham Hill)
- 1992: Retrospective (Windham Hill)
- 1998: When Spirits Fly (Miramar)
- 2002: Emerald Pathway (Alula)
- 2004: When Spirits Fly...Again (Alula)
- 2007: Tides Between Us (Silver Crow)
- 2012: Jazz, Boogie & Déjá Blues (Summit Records)
- 2015: Safe in Your Arms (Heart Dance)